# Delia gracilis
Delia gracilis är en tvåvingeart som först beskrevs av Stein 1907.  Delia gracilis ingår i släktet Delia och familjen blomsterflugor. Inga underarter finns listade i Catalogue of Life.